# Ронделе, Гийом
Гийо́м Ронделе́ (фр. Guillaume Rondelet; 27 сентября 1507 года, Монпелье — 30 июля 1566 года) — французский врач, зоолог и естествоиспытатель, считающийся создателем ихтиологии. 
Ронделе — прототип доктора Рондибилиса в «Третьей книге героических деяний и речений доброго Пантагрюэля» (1546) Франсуа Рабле (1483/1494—1553).

## Биография
Уроженец Монпелье; изучал медицину в Париже, проходил анатомию под руководством Гюнтера; с 1545 года — профессор анатомии в университете Монпелье.
Умер от дизентерии летом 1566 года.

## Труды
- «Всеобщая история рыб» (De piscibus marinis, 1554);
- «De materia medicinali» (1556);
- «De ponderibus» (1556);
- «Methodus curandorum omnium morborum» (1583—1855);
- «Opera omnia medica».